# Héloïse Charruau
Héloïse Charruau (26 septembre 1985 - 31 octobre 2010) est une étudiante française.
Son combat physique et spirituel face à la maladie de Hodgkin est à l'origine d'une fondation reconnue d'utilité publique qui porte son nom.
Les différentes étapes de sa vie et son engagement sont racontés dans un livre publié en 2011 par José María Salaverri, auteur de nombreuses biographies : Faustino Pérez-Manglano, Jakob Gapp, Baudouin de Belgique...